# 秦一鵬
秦一鵬（1577年—?），字元摶，號翼风，陕西西安府三原縣人，軍籍，明朝政治人物。進士出身。

## 生平
萬曆三十一年（1603年）癸卯科举人，萬曆三十五年（1607年）登丁未科進士。初授南京兵部武选司主事，升职方司员外、武选司郎中，万历四十年（1612年）五月，由南京兵部郎中升為山東开原兵备僉事。六月，改山东济南佥事，升河南參議。四十六年（1618）八月，升河南按察副使。天启三年（1623）十一月，复除山东兖西道兵备副使。六年二月，升本省右參政，備兵懷來，又迁管霸州道事。十二月，升山西按察司按察使，分守阳曲道。崇禎四年（1631）二月，调本省左布政使。

## 家族
曾祖秦僑；祖父秦贺，儒官；父秦作成。母連氏。慈侍下。弟一鵰、一鹤、一鹧、一鹗。